# Vašek Káňa
Vašek Káňa, vlastním jménem Stanislav Řáda, (23. dubna 1905 Kralupy nad Vltavou – 30. dubna 1985 Praha) byl český novinář a dramatik, typický představitel socialistického realismu.

## Život
Pocházel z dělnické rodiny, za první světové války byl údajně v sirotčinci a polepšovně, později se vyučil strojním zámečníkem. V době nezaměstnanosti se toulal jako tramp po Evropě. V roce 1930 vyšly jeho Dva roky v polepšovně. Pseudonym Vašek Káňa prý vymyslel redaktor Rudého večerníku Eduard Urx. V roce 1930 byl Káňa na II. mezinárodní konferenci proletářských revolučních spisovatelů v Charkově (SSSR). Po návratu pracoval jako novinář v komunistickém tisku. Od roku 1938 pracoval opět v továrnách. Po válce krátce působil jako redaktor a stal se spisovatelem z povolání.
Po komunistickém převratu se Káňa uplatnil především jako dramatik. Jeho veselohra Parta brusiče Karhana (1949) se stala doslova hitem. Druhá hra na podobné téma (Patroni bez svatozáře) však již tak úspěšná nebyla.
Káňa se proslavil jako tvůrce budovatelských dramat. Byl jedním z nejaktivnějších prorežimních komunistických redaktorů, dramatiků.